# Citizens Band
Citizens Band (distribuito in Italia anche come Chroma Angel chiama Mandrake) è un film del 1977 diretto da Jonathan Demme.

## Trama
In una piccola città del Nebraska diversi personaggi sono uniti dal loro uso della radio CB e coordinati da spider.